# Еріка Буенфіль
Еріка Буенфіль (ісп. Erika Buenfil, при народженні Тереза де Хесус Буенфіль Лопес, ісп. Teresa de Jesús Buenfil López; нар. 23 листопада 1963, Монтеррей, Нуево-Леон) — мексиканська акторка театру, кіно та телебачення.

## Життєпис
Народилася 23 листопада 1963 року у місті Монтеррей, штат Нуево-Леон, в родині Хосе Луїса Буенфіля та Марії Марти Лопес, де була молодшою з трьох дітей. Ще в дитинстві брала участь у радіопостановках та знімалася в рекламі. Пізніше почала працювати на телебаченні, швидко досягнувши успіху як телеведуча. Тоді ж зіграла яскраві другорядні ролі у серіалах «Право на народження» з Веронікою Кастро та «Прокляття» з Ернесто Алонсо і Жаклін Андере. 1985 року отримала свою першу головну роль у теленовелі «Анхеліка», де зіграла спільно з Серхіо Гойрі, а також виконала головну музичну тему.
У 1986—1990 роках записала три музичні альбоми.

## Особисте життя
У 2001—2004 роках Буенфіль перебувала у стосунках з Ернесто Седільйо-молодшим, сином екс-президента Мексики Ернесто Седільйо, від якого у лютому 2005 року народила сина Ніколаса де Хесуса.
У 2005—2010 роках перебувала у стосунках з актором Едуардо Яньєсом.

## Вибрана фільмографія
| Рік       |   | Українська назва                 | Оригінальна назва                  | Роль                                          |
| --------- | - | -------------------------------- | ---------------------------------- | --------------------------------------------- |
| 1981—1982 | с | Право на народження              | El derecho de nacer                | Крістіна дель Хунко                           |
| 1983—1984 | с | Прокляття                        | El maleficio                       | Вікі Де Мартіно                               |
| 1985      | ф | Жах на кладовищі                 | Cementerio del terror              | Лена                                          |
| 1985      | с | Анхеліка                         | Angélica                           | Анхеліка Естрада                              |
| 1988      | с | Кохання у тиші                   | Amor en silencio                   | Марісела Окампо Трехо / Ана Сілва Окампо      |
| 1989      | ф | Побачення зі смертю              | Cita con la muerte                 | Хульєта                                       |
| 1990—2003 | с | Жінка, випадки з реального життя | Mujer, casos de la vida real       | Патрисія Рамірес / Марія Кароліна             |
| 1991—1992 | с | Вкрадене життя                   | Vida robada                        | Габріела Дюран / Летисія Авелар               |
| 1996      | с | Марісоль                         | Marisol                            | Марісоль Гарсес дель Вальє / Вероніка Соріано |
| 1997      | с | Душа не має кольору              | El alma no tiene color             | Діана Алькантара                              |
| 1999—2000 | с | Три жінки                        | Tres mujeres                       | Барбара Уріарте де Еспіноса                   |
| 2000—2001 | с | Личко ангела                     | Carita de ángel                    | Полікарпія Самбрано                           |
| 2004      | с | Мій гріх — у любові до тебе      | Amarte es mi pecado                | Гісела де Лопес Монфорт                       |
| 2006      | с | Дуель пристрастей                | Duelo de pasiones                  | Соледад Фуенте де Монтельяно                  |
| 2007—2008 | с | Буря в раю                       | Tormenta en el paraíso             | Петсі Сандоваль                               |
| 2008      | с | Завтра – це назавжди             | Mañana es para siempre             | Монтсеррат Рівера де Елісальде                |
| 2009—2010 | с | Море кохання                     | Mar de amor                        | Касільда Брісеньйо                            |
| 2010—2011 | с | Тріумф любові                    | Triunfo de amor                    | Антуанетта Ороско                             |
| 2012—2013 | с | Істинне кохання                  | Amores verdaderos                  | Вікторія Бальванера Гіль де Бріз              |
| 2017      | с | Подвійне життя Естелли Карільйо  | La doble vida de Estela Carillo    | Мерсі Торібіо де Кабрера                      |
| 2020      | с | Я даю тобі життя                 | Te doy la vida                     | Андреа Еспіноса де Вілласеньор                |
| 2021      | с | Мексиканка та блондин            | La mexicana y el güero             | доктор Моніка Травен                          |
| 2021      | с | Подолай минуле                   | Vencer el pasado                   | Кармен Медіна Крус                            |
| 2023      | с | Прости наші гріхи                | Perdona nuestros pecados           | Естела                                        |
| 2024      | с | Утікачки, у пошуках волі         | Fugitivas, en busca de la libertad | Марта Пінеда                                  |

## Дискографія
Студійні альбоми
- Se busca un corazón (1986)
- Soy mujer (1988)
- Cerca de ti (1990)

## Нагороди та номінації
TVyNovelas Awards
- 1983 — Найкраща телеведуча (XE-TU).
- 1984 — Номінація на найкращу жіночу роль — відкриття (Прокляття).
- 1986 — Номінація на найкращу акторку (Анхеліка).
- 1989 — Найкраща молода акторка (Кохання у тиші).
- 1992 — Номінація на найкращу акторку (Вкрадене життя).
- 1997 — Номінація на найкращу акторку (Марісоль).
- 2000 — Номінація на найкращу акторку (Три жінки).
- 2014 — Найкраща акторка (Істинне кохання).
- 2018 — Номінація на найкращу акторку другого плану (Подвійне життя Естелли Карільйо).

Bravo Awards
- 2014 — Найкраща акторка (Істинне кохання)[5].